# Manuela (telenovela)
Manuela é uma telenovela argentina produzida pela Crustel S.A. e exibida pelo Canal 13 em 1991.
É um remake da telenovela brasileira A Sucessora de Manoel Carlos, exibida pela TV Globo em 1978.
Foi exibida no Brasil pela Rede OM entre 30 de Março a 6 de novembro de 1992.
Foi reprisada entre 24 de maio a 15 de dezembro dd 1993 pela mesma emissora, que passara a se intitular Rede CNT na época.

## Elenco
- Grecia Colmenares - Manuela/Isabel
- Jorge Martínez - Fernando Salinas
- Maria Rosa Gallo - Bernarda
- Silvia Kutika - Mariana
- Gabriel Corrado - Rudy
- Cristina Murta - Mercedez
- Hilda Bernard -  Madama Guerrero
- Andrea Bonelli - Silvina
- Nelly Prono - Gabriela
- Lita Soriano - Amélia
- Gustavo Guillen - Emílio
- Maurice Jouvet - Benigno
- Carlos Mena - Lorenzo
- Jean Pierre Noher - Antonio
- Clotilde Borella
- Joaquin Bouzas
- Horacio Denner
- Alberto Lago
- Verónica Lercari
- Horacio menite
- Andrea Politti
- Roxana Texta
- Pachi Armas - Doutor Pintos
- Aldo Braga - Corrado
- Tina Elba - Mrs. Barnett
- Magali Moro - Rosario
- Horacio Peña - Padre José
- Fabian Pizzorno - Leopoldo
- Marita Balesteros - Teresa
- Gloria Carra
- Heraldo Domato
- Gustavo Rex
- Abel Saenz Buhr
- Alejandro Vega
- Fabian Fabrizzi
- Maria Laura Fernandez
- Cristina Aguero
- Paula Karl
- Marcelo Miguel
- Luis Aranha
- Giorgio Mastrota - como Marcelo